# Гімн Мавританії
Націона́льний гімн Маврита́нії (араб. نشيد وطني موريتاني) — державний гімн Мавританії, офіційно прийнятий 28 листопада 2017 року і написаний єгипетським композитором Раге Даудом.

## Історія
У березні 2017 року після референдуму про внесення змін до Конституції від липня 1991 року Національна асамблея Мавританії прийняла новий національний гімн замість попереднього, який вважався майже неможливим для співочого виконання.

## Текст гімну
| كن للاله ناصرا وأنكر المناكرا وكن مع الحق الذي يرضاك منك دائرا ولا تعد نافعا سواه أو ضائرا واسلك سبيل المصطفى ومت عليه سائرا وكن لقوم احدثوا في أمره مهاجرا قد موهوا بشبه واعتذروا معاذرا وزعموا مزاعما وسودوا دفاترا واحتنكوا أهل الفلا واحتنكوا الحواضرا وأورثت أكابر بدعتها أصاغرا وإن دعا مجادل في أمرهم إلى مرا فلا تمار فيهم إلا مراء ظاهرا |